# 郑国光
郑国光（1959年11月—），江苏涟水人。中共党员。南京气象学院大气探测专业本科毕业，南京气象学院大气物理专业硕士学位，加拿大多伦多大学物理系理学博士学位。曾任中国气象局党组书记、局长，中国地震局党组书记、局长，应急管理部副部长、党组成员。

## 生平
1977年8月，在江苏省涟水县石湖果园插队劳动。1982年2月，获南京气象学院大气探测专业学士学位。1984年7月，获南京气象学院大气物理专业硕士学位。1984年9月，任新疆自治区人工影响天气办公室研究室副主任。1986年5月，任新疆自治区气象科学研究所副所长。1989年10月，任新疆自治区气象业务中心副主任。1990年2月，在加拿大多伦多大学物理系做访问学者。1990年9月，在加拿大多伦多大学物理系博士学习，1994年7月获多伦多大学物理系理学博士学位。1994年8月，在加拿大多伦多大学从事博士后研究。1995年12月，先后任中国气象局总体规划研究设计室主任助理、副主任（期间：1996年12月获研究员任职资格；1997年9月—1998年7月，挂职任福建省气象局副局长、党组成员）。1998年12月，任中国气象局监测网络司司长。1999年8月，任中国气象局党组成员、副局长。2007年3月，任中国气象局党组书记、局长。
2016年12月，任中国地震局局长。2018年3月，任应急管理部副部长、党组成员，中国地震局党组书记、局长。

## 兼任职务
兼任国家气候委员会主任委员、全球气候观测系统中国委员会（CGOS）主席、国家应对气候变化及节能减排工作领导小组成员、国家应对气候变化领导小组协调联络办公室副主任、北京大学兼职教授、南京信息工程大学兼职教授，联合国秘书长全球可持续性高级别小组成员，世界气象组织（WMO）中国常任代表、WMO执行理事会成员，国际地球观测组织（GEO）联合主席等。